# Віктор Ліндельоф
Віктор Нільссон Ліндельоф (швед. Victor Nilsson Lindelöf, нар. 17 липня 1994, Вестерос) — шведський футболіст, захисник клубу «Манчестер Юнайтед» та національної збірної Швеції.

## Клубна кар'єра
Народився 17 липня 1994 року в місті Вестерос. Вихованець юнацьких команд футбольних клубів «Франке», Вестерос ІК та Вестерос СК.
У дорослому футболі дебютував 2009 року виступами за команду клубу Вестерос СК. За підсумками сезону 2010 року «Вестерос» вийшов у другий дивізіон і 11 квітня 2011 року в матчі проти «Отвідабергс ФФ» Ліндельоф дебютував у Супереттан. Всього провів в рідній команді три з половиною сезони, взявши участь у 49 матчах чемпіонату.
У 2012 році Віктор перейшов у лісабонську «Бенфіку». Перші сезони він виступав за дублюючу команду «Бенфіка Б» у другому за рівнем дивізіоні Португалії. 10 травня 2014 року в матчі проти «Порту» Ліндельоф дебютував у Сангріш лізі, замінивши у другому таймі Жуана Канселу. У тому ж році він став чемпіоном і володарем Кубка Португалії. Надалі виграв із португальською командою низку національних трофеїв.
14 червня 2017 року підписав контракт з клубом «Манчестер Юнайтед». Угода розрахована до 2021 року.. Дебютував за нову команду в матчі за Суперкубок УЄФА проти мадридського «Реала»(2:1)
29 січня 2019 року забив перший гол за «МЮ» в матчі проти «Бернлі»(2:2).

## Виступи за збірні
2009 року дебютував у складі юнацької збірної Швеції, взяв участь у 22 іграх на юнацькому рівні.
Протягом 2014—2015 років залучався до складу молодіжної збірної Швеції. Влітку 2015 року у її складі Віктор виграв молодіжний чемпіонат Європи у Чехії. На турнірі він зіграв у всіх п'яти матчах і за підсумками турніру увійшов у символічну збірну. Всього на молодіжному рівні зіграв у 13 офіційних матчах.
24 березня 2016 року дебютував в офіційних іграх у складі національної збірної Швеції в товариському матчі проти збірної Туреччини. У травні того ж року був включений до заявки збірної для участі у фінальній частині чемпіонату Європи 2016 року у Франції. Ліндельоф відіграв у всіх трьох матчах шведської збірної на цьому чемпіонаті, з'являючись у стартовому складі команди. За два роки футболіст бере участь у чемпіонаті світу, який проходив у Росії. Його команда дійшла до чвертьфіналу, де поступилася англійцям із рахунком 0:2. Ліндельоф відіграв у стартовому складі чотири з п'яти матчів, пропустивши лише дебютну гру шведів проти збірної Південної Кореї.

## Титули і досягнення
- Володар Кубка Футбольної ліги (1): 2022–23
- Володар Кубка Англії (1): 2023–2024
- Чемпіон Португалії (4): 2013–14, 2014–15, 2015–16, 2016–17
- Володар Кубка Португалії (2): 2013-14, 2016-17
- Володар Кубка португальської ліги (3): 2013–14, 2014–15, 2015–16
- Володар Суперкубка Португалії (2): 2014, 2016
- Чемпіон Європи (U-21): 2015